# Spruchband

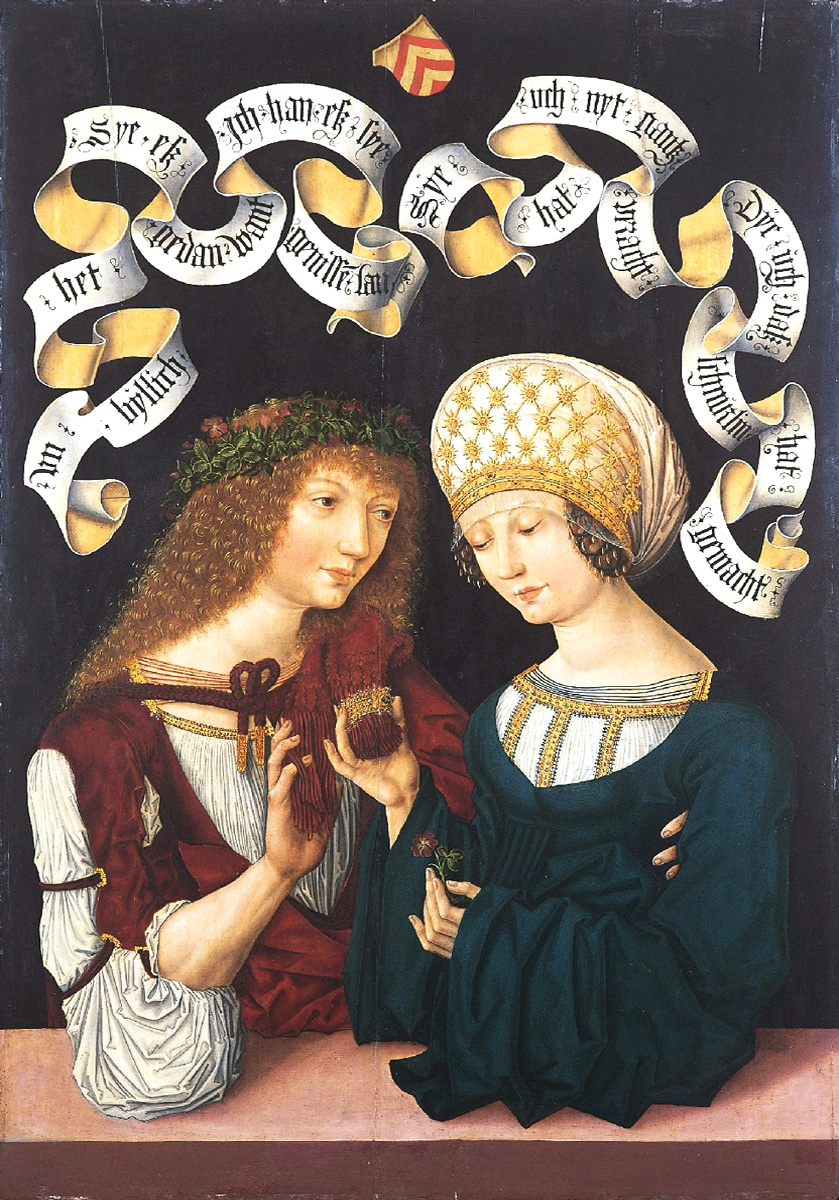
Spruchband als Darstellungsform des gesprochenen Wortes

Als Spruchband bezeichnet man in der mittelalterlichen Malerei Texte in Form von flatternden Bändern, die das gesprochene Wort oder auch das gesungene Wort darstellen sollen. Sie entsprechen Sprechblasen in Comics. Sie werden auch als „Symbol des mündlichen Wortes“ bezeichnet bzw. unter dem Aspekt der Schriftbildlichkeit, also der Interaktion von Bild und Text, untersucht. Besondere Bedeutung kommt in diesem Zusammenhang mittelalterlichen Stifterabbildungen zu, die den Namen der Auftraggeber als gemalten Text festhielten und auf diese Weise die reine Bildinformation um – für bereits alphabetisierte städtisch-merkantile Eliten – lesbare Inhalte ergänzten.
Auch in Wappen finden sich auf Spruchbändern die Devise (Wahlspruch) oder das Panier (Kriegsgeschrei).

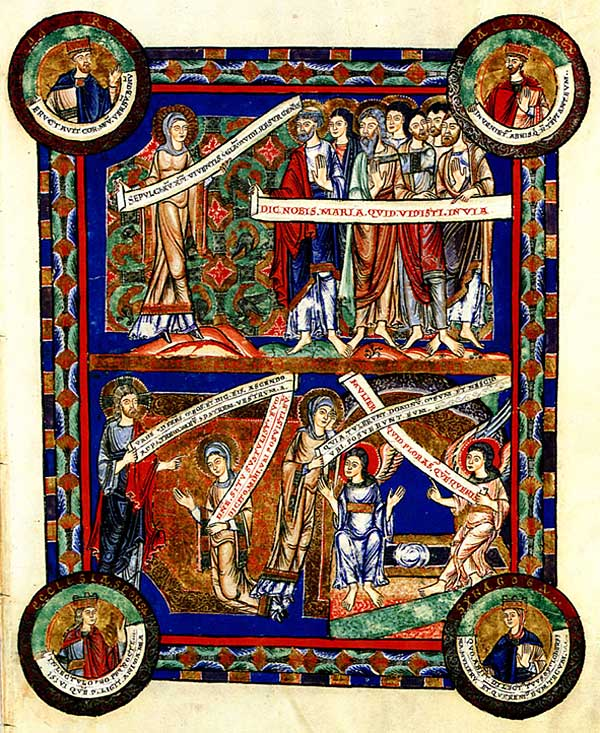
Evangeliar Heinrichs des Löwen, Jahr 1175
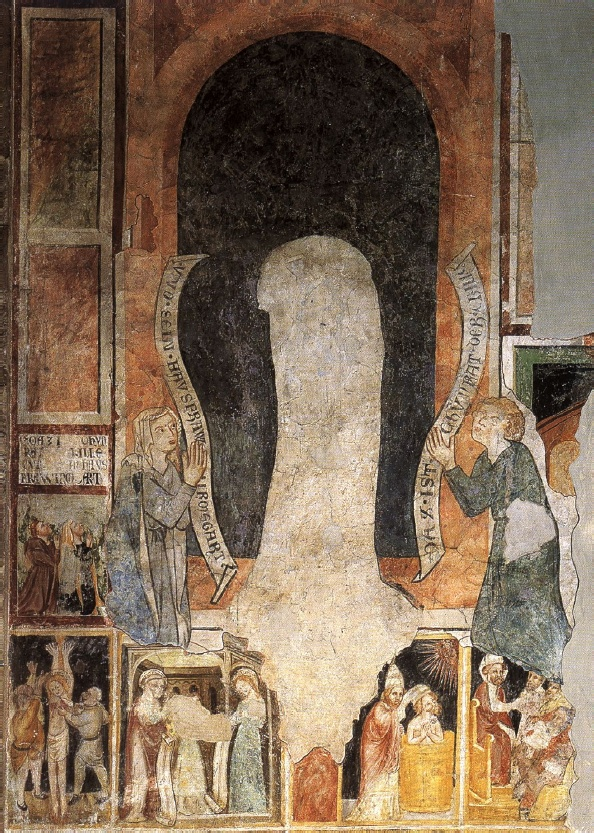
Das Stifterbild der Eheleute Konrad und Irmgard Chrille (Krille) in der Marienpfarrkirche Bozen mit gemalten Spruchbändern, frühes 14. Jahrhundert